# رودني ستوكى
رودني ستوكى (بالإنجليزية: Rodney Stuckey)‏ مواليد 21 أبريل 1986، هو لاعب كرة سلة أمريكي يلعب مع فريق إنديانا بايسرز في الرابطة الوطنية لكرة السلة ويحمل الرقم 2. يبلغ طوله 6 قدم 5 بوصة (2.0 م).

## فرق لعب لها
- ديترويت بيستونز
- إنديانا بايسرز

## روابط خارجية
- رودني ستوكى على موقع إن بي أي (الإنجليزية)
- رودني ستوكى على موقع سبورتس رفرنس (الإنجليزية)
- رودني ستوكى على موقع كرة السلة الأوروبية.كوم (الإنجليزية)
- رودني ستوكى على موقع إي إس بي إن.كوم (الإنجليزية)
- رودني ستوكى على موقع كلية كرة السلة في سبورتس رفرنس.كوم (الإنجليزية)
- رودني ستوكى على موقع ريلجم (الإنجليزية)
- رودني ستوكى على موقع بروبوليرز (الإنجليزية)